# Estación de Gijón
Estación de Gijón, más néven Gijón Sanz Crespo, vasútállomás Spanyolországban, Gijón településen.
2011 óta a Metrotrén Asturias projekt munkálatai miatt a Sanz Crespo utcában található. 2011 óta a Madrid, Alicante, León, Valladolid és Barcelona felől érkező Alvia járatok, valamint a Madrid, Valladolid és León felől érkező Intercity és Media Distancia járatok végállomása. A Cercanías négy ingázó vasútvonalának is ez a végállomása.
Az állomást 2009-ben építették, hogy alternatívát találjanak a Gijón-Jovellanos / La Braña és a Gijón-Cercanías állomásoknak, amelyeket a tervek szerint lebontottak volna, hogy felszabadítsák a területet a Metrotrén, a metróvonal földalatti meghosszabbítására irányuló projekt építéséhez. 2021-től Gijón Sanz Crespo marad az egyetlen állomás, amely Gijón belvárosát szolgálja ki, és bár az alagutakat már kiásták, nincs egyértelmű terv arról, hogy az új állomás hol fog megépülni, vagy egyáltalán megépül-e.

## Vasútvonalak
Az állomást az alábbi vasútvonalak érintik:
- Venta de Baños-Gijón-vasútvonal
- Gijón-Laviana-vasútvonal
- Pravia-Gijón Sanz Crespo-vasútvonal
- Ferrol–Gijón-vasútvonal

## Kapcsolódó állomások
A vasútállomáshoz az alábbi állomások vannak a legközelebb:
- estación de Calzada de Asturias (Estación de Venta de Baños, Venta de Baños-Gijón-vasútvonal)
- Estación de Tremañes (Laviana train station, Gijón-Laviana-vasútvonal)
- Estación de Tremañes (Estación de Pravia, Pravia-Gijón Sanz Crespo-vasútvonal)